# 以色列同性婚姻

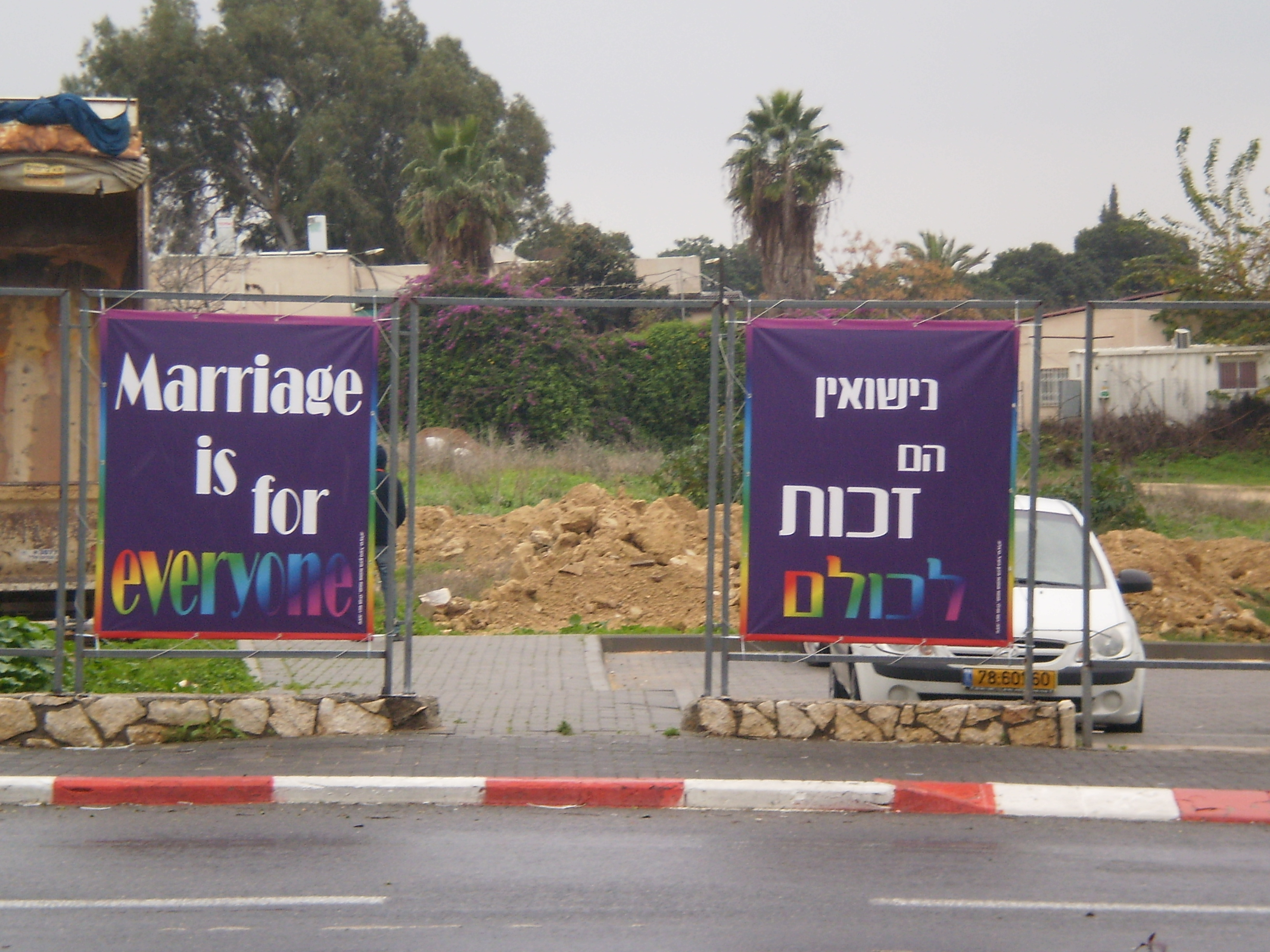
在以色列支持同性婚姻的標語

以色列同性婚姻發展至今，同性婚姻（‎）未能在以色列合法實行。在以色列運作的教派分權制之下，每個被認可的教派規範了個人地位，包括其成員的結婚和離婚。議會將婚姻視為宗教制度、無論其性傾向，不頒發結婚執照。這確保教會和議會的分立，避免國內多種宗教間的衝突。猶太人多數婚姻的宗教機構是以色列首席拉比，同時也有機構是提供給基督徒、穆斯林、德魯茲派和9個基督教機構，一共15個宗教法庭。它們規範其教派內的所有結婚和離婚。目前，它們全部反對同性婚姻。然而，如果其中一派的觀點改變，其教派成員在以色列的同性婚姻即為合法。
國外進行的同性婚姻可以在以色列的入境人口移民署記錄，根據2006年以色列最高法院判決，將該記錄嚴格定義為「統計目的」，由此避免議會官方承認同性婚姻。
儘管以色列沒有同性婚姻（或民事婚姻等），在以色列的未婚同性戀或異性戀伴侶擁有近同等於，以未登記同居狀態為形式的婚姻權利，類似普通法婚姻。在2013年，執政聯盟之一的未來黨，提出針對異性和同性伴侶民事婚姻的法案。

## 態度
根據2009年8月進行的民調，61%以色列人支持同性伴侶擁有同等的婚姻權利、31%反對。 另外，60%支持同性伴侶共同收養、34%反對。
以色列對於同志權益的保障在中東還是亞洲都名列前茅。

## 外國同性婚姻
2006年11月21日，以色列最高法院下令政府須承認外國的同性婚姻。發起訴訟的是五對在加拿大結婚的以色列男同性伴侶。